# Umbracle (pel·lícula)
Umbracle és una pel·lícula independent de caràcter experimental dirigida pel cineasta català Pere Portabella. Sovint s'ha relacionat amb un altre film del mateix autor, Cuadecuc, vampir, també protagonitzada per Christopher Lee. Totes dues pel·lícules es van enllestir en 1970, encara que Umbracle no es va exhibir fins a 1972.
Com Cuadecuc, la pel·lícula sencera està fotografiada en diversos tipus de blanc i negre. L'autor de la banda sonora, el valencià Carles Santos, és un col·laborador habitual de Portabella. Al contrari que Cuadecuc, Umbracle presenta diverses seqüències de so sincronitzat, entre les quals destaquen una escena en què Christopher Lee recita "El Corb" d'Edgar Allan Poe i canta òpera en un teatre buit i una seqüència llarga on diversos cineastes parlen obertament sobre la censura espanyola durant el franquisme; allò que diuen es veu reforçat més endavant per un fragment de pel·lícula profranquista.